# Dyskografia The Human League

## Albumy studyjne
| Rok  | Tytuł        | Pozycje na listach | Pozycje na listach | Pozycje na listach | Pozycje na listach | Pozycje na listach | Pozycje na listach | Certyfikaty                                  |
| Rok  | Tytuł        | [ 1 ]              | [ 2 ]              | [ 3 ]              | [ 4 ]              | [ 5 ]              | [ 6 ]              | Certyfikaty                                  |
| ---- | ------------ | ------------------ | ------------------ | ------------------ | ------------------ | ------------------ | ------------------ | -------------------------------------------- |
| 1979 | Reproduction | 34                 | —                  | —                  | —                  | —                  | —                  | - UK: złota płyta                            |
| 1980 | Travelogue   | 16                 | —                  | —                  | —                  | —                  | —                  | - UK: złota płyta                            |
| 1981 | Dare         | 1                  | 3                  | 19                 | 11                 | 1                  | 1                  | - UK: 2 × platynowa płyta - USA: złota płyta |
| 1984 | Hysteria     | 3                  | 62                 | 44                 | 16                 | 6                  | 9                  | - UK: złota płyta                            |
| 1986 | Crash        | 7                  | 35                 | 14                 | 40                 | 32                 | 33                 | - UK: złota płyta                            |
| 1990 | Romantic?    | 24                 | —                  | —                  | —                  | —                  | —                  |                                              |
| 1995 | Octopus      | 6                  | —                  | 76                 | —                  | —                  | —                  | - UK: złota płyta                            |
| 2001 | Secrets      | 44                 | —                  | 64                 | —                  | —                  | —                  |                                              |
| 2011 | Credo        | 44                 | —                  | —                  | —                  | —                  | —                  |                                              |

## Albumy koncertowe
- 2005: Live at the Dome

## Kompilacje
- 1988: Greatest Hits
- 1995: Greatest Hits
- 1996: Soundtrack to a Generation
- 1998: The Very Best of The Human League
- 2002: The Golden Hour of the Future
- 2003: The Very Best of The Human League
- 2005: Original Remixes & Rarities

## Minialbumy
- 1979: The Dignity of Labour
- 1980: Holiday '80
- 1982: Love and Dancing
- 1983: Fascination!

## Single
| Rok  | Tytuł                             | Pozycje na listach | Pozycje na listach | Pozycje na listach | Pozycje na listach | Pozycje na listach | Pozycje na listach | Pozycje na listach | Pozycje na listach | Album         |
| Rok  | Tytuł                             | [ 1 ]              | [ 9 ]              | [ 10 ]             | [ 11 ]             | [ 12 ]             | [ 4 ]              | [ 5 ]              | [ 6 ]              | Album         |
| ---- | --------------------------------- | ------------------ | ------------------ | ------------------ | ------------------ | ------------------ | ------------------ | ------------------ | ------------------ | ------------- |
| 1978 | "Being Boiled"                    | 6                  | —                  | 10                 | 6                  | —                  | —                  | —                  | —                  | Travelogue    |
| 1979 | "I Don't Depend on You"           | —                  | —                  | —                  | —                  | —                  | —                  | —                  | —                  | Travelogue    |
| 1979 | "Empire State Human"              | 62                 | —                  | —                  | —                  | —                  | —                  | —                  | —                  | Reproduction  |
| 1980 | "Only After Dark"                 | —                  | —                  | —                  | —                  | —                  | —                  | —                  | —                  | Travelogue    |
| 1981 | "Boys and Girls"                  | 48                 | —                  | —                  | —                  | —                  | —                  | —                  | —                  | Travelogue    |
| 1981 | "The Sound of the Crowd"          | 12                 | —                  | 22                 | —                  | —                  | —                  | —                  | —                  | Dare          |
| 1981 | "Love Action (I Believe in Love)" | 3                  | —                  | 11                 | —                  | —                  | —                  | —                  | 21                 | Dare          |
| 1981 | "Open Your Heart"                 | 6                  | —                  | 8                  | —                  | —                  | 20                 | —                  | 43                 | Dare          |
| 1981 | "Don't You Want Me"               | 1                  | 1                  | 1                  | 5                  | 4                  | 6                  | 3                  | 1                  | Dare          |
| 1982 | "Mirror Man"                      | 2                  | 30                 | 1                  | 49                 | —                  | 31                 | 19                 | 23                 | Fascination!  |
| 1983 | "(Keep Feeling) Fascination"      | 2                  | 8                  | 2                  | —                  | —                  | —                  | 18                 | 3                  | Fascination!  |
| 1984 | "The Lebanon"                     | 11                 | 64                 | 4                  | —                  | —                  | 18                 | —                  | 13                 | Hysteria      |
| 1984 | "Life on Your Own"                | 16                 | —                  | 15                 | —                  | —                  | —                  | —                  | 45                 | Hysteria      |
| 1984 | "Louise"                          | 13                 | —                  | 7                  | —                  | —                  | —                  | —                  | —                  | Hysteria      |
| 1986 | "Human"                           | 8                  | 1                  | 5                  | 5                  | 25                 | 16                 | —                  | 4                  | Crash         |
| 1986 | "I Need Your Loving"              | 72                 | 44                 | —                  | —                  | —                  | —                  | —                  | —                  | Crash         |
| 1987 | "Love Is All That Matters"        | 41                 | —                  | 27                 | —                  | —                  | —                  | —                  | —                  | Crash         |
| 1990 | "Heart Like a Wheel"              | 29                 | 32                 | —                  | 36                 | —                  | —                  | —                  | —                  | Romantic?     |
| 1990 | "Soundtrack to a Generation"      | 77                 | —                  | —                  | —                  | —                  | —                  | —                  | —                  | Romantic?     |
| 1995 | "Tell Me When"                    | 6                  | 31                 | 9                  | 53                 | —                  | —                  | —                  | 47                 | Octopus       |
| 1995 | "One Man in My Heart"             | 13                 | —                  | 29                 | 90                 | —                  | —                  | —                  | —                  | Octopus       |
| 1995 | "Filling Up with Heaven"          | 36                 | —                  | —                  | —                  | —                  | —                  | —                  | —                  | Octopus       |
| 1996 | "Stay with Me Tonight"            | 40                 | —                  | —                  | —                  | —                  | —                  | —                  | —                  | Greatest Hits |
| 2001 | "All I Ever Wanted"               | 47                 | —                  | —                  | —                  | —                  | —                  | —                  | —                  | Secrets       |
| 2003 | "Love Me Madly?"                  | —                  | —                  | —                  | —                  | —                  | —                  | —                  | —                  | Secrets       |
| 2010 | "Night People"                    | —                  | —                  | —                  | —                  | —                  | —                  | —                  | —                  | Credo         |
| 2011 | "Never Let Me Go"                 | —                  | —                  | —                  | —                  | —                  | —                  | —                  | —                  | Credo         |
| 2014 | "Don't You Want Me"               | 19                 | —                  | —                  | —                  | —                  | —                  | —                  | —                  | Dare          |